# Wilfrid Lawson
Wilfrid Lawson (Bradford, Inglaterra; 14 de enero de 1900 – Londres, Inglaterra; 10 de octubre de 1966) fue un actor teatral, cinematográfico y televisivo de nacionalidad británica.

## Biografía
Nacido en Bradford, Inglaterra, se educó en la Hanson School. Lawson se inició como actor teatral en su adolescencia, actuando a lo largo de su carrera en los circuitos teatrales británicos y estadounidenses.
Su debut cinematográfico tuvo lugar con East Lynne on the Western Front (1931), haciendo posteriormente papeles de reparto, hasta que interpretó a un primer personaje en el film de 1938 The Terror. Ese mismo año rodó el que puede ser su mejor título, Pigmalión, basado en la obra de George Bernard Shaw, y en el cual encarnaba a Alfred P. Doolittle en compañía de los actores Leslie Howard y Wendy Hiller. 
También tuvo papeles destacados en Pastor Hall (1940), cinta en la que actuaba como un clérigo de una villa alemana que en 1934 denunciaba al nuevo régimen Nazi; Tower of Terror (1941), película en la cual era el maníaco farero Wolfe Kristen; y The Great Mr. Haendel (1942), una película biográfica en la cual actuaba con el papel del compositor del siglo XVIII. Además, Lawson rodó varios títulos en Estados Unidos, entre ellos Ladies in Love (1936) y la película de John Ford The Long Voyage Home (1940), interpretada por John Wayne.
Su último papel principal llegó en 1947 con The Turners of Prospect Road. A causa de su alcoholismo, se hizo difícil trabajar con él, por lo que en la década de 1950 sus papeles fueron cada vez menores y, en algunos casos, sin aparecer en los créditos. Aun así, todavía tuvo destacadas actuaciones como la del padre del Príncipe Andrei Bolkonsky en la película de King Vidor Guerra y paz (1956), la de Ed en Hell Drivers (1957) y Tío Nat en Un lugar en la cumbre (1958), filmada en la localidad natal de Lawson, Bradford. 
En los años sesenta resurgió en parte la carrera de Lawson, comenzando con el papel de Black George en el film de Tony Richardson Tom Jones (1963), y culminando con dos de las más destacadas actuaciones de su última época: la del decrépito mayordomo Peacock en The Wrong Box y la de Lirón en la adaptación televisiva que Jonathan Miller rodó de Alicia en el país de las maravillas (ambas en 1966). 
Ese mismo año Wilfrid Lawson falleció en Londres, Inglaterra, a causa de un ataque cardiaco. 
Su hermano era el actor de reparto Gerald Lawson, y su sobrino el también actor Bernard Fox.

## Selección de su trabajo teatral
- Peer Gynt
- Ricardo III
- El padre
- Los bajos fondos (1962)

## Filmografía
| - East Lynne on the Western Front (1931) - Strike It Rich (1933) - Turn of the Tide (1935) - Ladies in Love (1936) - White Hunter (1936) - The Man Who Made Diamonds (1937) - Bank Holiday (1938) - The Terror (1938) - Yellow Sands (1938) - Pigmalión (1938) - The Gaunt Stranger (Sentencia anónima) (1938) - Stolen Life (Vida robada) (1939) - Allegheny Uprising (1939) - Dead Man's Shoes (1940) - Pastor Hall (1940) - The Long Voyage Home (1940) - It Happened to One Man (1940) - The Farmer's Wife (1941) - The Man at the Gate (1941) - Danny Boy (1941) - Jeannie (Tú cambiarás de vida) (1941) - Tower of Terror (1941) - Hard Steel (1942) - The Night Has Eyes (1942) | - The Great Mr. Haendel (Haendel) (1942) - Thursday's Child (1943) - Fanny by Gaslight (1944) - The Turners of Prospect Road (1947) - Make Me An Officer (1954) - El prisionero (1955) - An Alligator Named Daisy (1955) - Now and Forever (1956) - Guerra y paz (1956) - Doctor at Large (1957) - Miracle in Soho (1957) - Hell Drivers (Ruta infernal) (1957) - The Naked Truth (1957) - Tread Softly Stranger (1958) - Un lugar en la cumbre (1959) - Expresso Bongo (1959) - Over the Odds (1961) - The Naked Edge (Sombras de sospecha) (1961) - Nothing Barred (1961) - Postman's Knock (1962) - Go to Blazes (1962) - Tom Jones (1963) - The Wrong Box (La caja de las sorpresas) (1966) - The Viking Queen (1967) |

## Televisión y radio
- Tales from Dickens
- BBC Sunday-Night Theatre
- The Stone Faces, de J. B. Priestley, con Luise Rainer (emitida en 1957)
- ITV Play of the Week
- Armchair Theatre
- Hancock (ATV, 1963)
- Espionage
- Cluff
- Z Cars
- Theatre 625
- Danger Man
- The Hunchback of Notre Dame
- The Likely Lads
- The Wednesday Play (Alicia en el país de las maravillas)
- Las tres hermanas  (Anton Chejov) BBC Home Service Radio 1965. Dirigida por John Tyneman. Reparto que incluía a Paul Scofield, Ian McKellen, Lynn Redgrave y Jill Bennett.